# 엠퍼러 (밴드)
엠퍼러(Emperor)는 1991년 결성된 노르웨이의 대표적인 심포닉 블랙 메탈 밴드이다.

## 구성원

### 현재 구성원
- 베가르드 스베레 "이산" 트바이탄(Vegard Sverre "Ihsahn" Tveitan) - 보컬, 기타, 베이스, 키보드
- 토마스 "사모스" 하우엔(Tomas "Samoth" Haugen) - 기타, 베이스, 드럼, 보컬
- 보르드 "파우스트" 아이툰(Bård "Faust" Eithun) - 드럼

### 전임 멤버
- 호바르드 "모르티이스" 엘레프센(Håvard "Mortiis" Ellefsen) - 베이스
- 테르예 "쵸르트" 샤이(Terje "Tchort" Schei) - 베이스
- 요나스 "알베르" 알베르(Jonas "Alver" Alver) - 베이스